# Gmina Sokoły
Die Gmina Sokoły ist eine Landgemeinde im Powiat Wysokomazowiecki der Woiwodschaft Podlachien in Polen. Ihr Sitz ist das gleichnamige Dorf (litauisch Sokolai) mit etwa 1500 Einwohnern.

## Gliederung
Zur Landgemeinde Sokoły gehören 49 Dörfer mit einem Schulzenamt:
Bruszewo
Bruszewo-Borkowizna
Bujny
Chomice
Czajki
Drągi
Dworaki-Pikaty
Dworaki-Staśki
Idźki Młynowskie
Idźki Średnie
Idźki-Wykno
Jabłonowo-Kąty
Jabłonowo-Wypychy
Jamiołki-Godzieby
Jamiołki-Kowale
Jamiołki-Piotrowięta
Jamiołki-Świetliki
Jeńki
Kowalewszczyzna
Kowalewszczyzna-Folwark
Kruszewo-Brodowo
Kruszewo-Głąby
Kruszewo-Wypychy
Krzyżewo
Mojsiki
Noski Śnietne
Perki-Bujenki
Perki-Franki
Perki-Karpie
Perki-Lachy
Perki-Mazowsze
Perki-Wypychy
Pęzy
Porośl-Kije
Nowe Racibory
Stare Racibory
Roszki-Chrzczony
Roszki-Leśne
Roszki-Sączki
Roszki-Ziemaki
Rzące
Sokoły
Truskolasy-Lachy
Truskolasy-Niwisko
Truskolasy-Olszyna
Stare Truskolasy
Truskolasy-Wola
Waniewo